# Салтимбока
Салтимбока (на италиански: saltimbocca, в буквален превод: „скача в устата“), е италианско месно ястие, характерно за кухнята на региона около Рим, популярно и в южна Швейцария. Оригиналната версия на ястието е салтимбока по римски, което се състои от телешко месо, увито на рулца с прошуто и листа градински чай (салвия), което се пържи в масло и полива със сос от сухо бяло вино. За оформянето на рулцата се ползват клечки за зъби.
Понякога вместо навити на руло, парчетата телешко и прошуто се готвят плоски. Понякога вместо телешко се ползва свинско или пилешко месо. Месото се маринова във вино или в солена вода в зависимост от региона или предпочитанията.
- Салтимбока по римски в процес на приготовление (на рулца)
- Приготвена салтимбока (на плоски парчета)